# 高田信頼
高田 信頼（たかだ のぶより）は、戦国時代の武将。上野国甘楽郡の国衆。高田城（現・群馬県富岡市妙義町下高田）城主。

## 生涯
武田家臣で高田城主・高田繁頼の嫡男。諱のうち「信」の字は武田氏による偏諱と考えられている。父が元亀4年（1573年）4月に先年の三方ヶ原の戦いで受けた戦傷が元で死去し、翌月に主君・武田勝頼から家督相続を認められた。勝頼は家督相続後に度々三河・遠江方面に出兵したが、信頼もこれに応じて各地を転戦した。その戦功を評されて天正2年（1574年）7月には上野国野辺内永安寺150貫文を宛がわれている。
天正10年（1582年）に武田氏が滅亡すると滝川一益、次いで北条氏直に属した。後北条氏配下時代の具体的な動向は伝わっていない。同16年（1588年）に死去。享年39。法名は正伝。